# انتقام شیرین
انتقام شیرین (انگلیسی: Sweet Revenge; کره‌ای: 복수노트) یک مجموعه تلویزیونی محصول کره جنوبی با بازی کیم هیانگ گی، لومون و چا اون وو است. این مجموعه تولید شده توسط بلو پاندا انترتینمنت و هیدن سیکوئنس است از ۲۷ اکتبر ۲۰۱۷ تا ۵ ژانویه ۲۰۱۸، جمعه‌ها ساعت ۱۰:۰۰ (کی‌اس‌تی) از اوکسوسو منتشر شد و در مجموع ۱۱ میلیون بازدید دریافت کرد. دنبالهٔ این مجموعه به نام انتقام شیرین ۲ از ۱۳ اوت تا ۹ اکتبر ۲۰۱۸ پخش شد.

## بازیگران

### اصلی
- کیم هیانگ گی در نقش هو گو هی[۲]
- لومون در نقش شین جی هون[۳]
- کیم هوان هی در نقش جونگ دوک هی[۴]
- چا اون وو در نقش چا اون وو[۳]